# زبور پهلوی
زبور پهلوی تنها نوشته‌ای است که از مسیحیان دوران ساسانی به زبان پهلوی باقی مانده‌ است. این اثر که در میان قطعات یافت شده در تورفان به دست آمده‌ است، از زبان سریانی به زبان پهلوی یا فارسی میانه ترجمه شده و مترجم آن از نستوریان ایرانی بوده‌ است. کتابت این نسخه از سده هفتم یا اوایل سده هشتم میلادی (سده‌های اول و دوم هجری) است ولی نشانه‌های زبانی دلالت بر دیرینگی بیش تر این ترجمه دارد. برخی از ویژگی‌های دستوری و واژگانی که در این ترجمه دیده می‌شود، با آنچه در کتاب‌های پهلوی زرتشتی می‌بینیم متفاوت است و در زبور پهلوی تعدادی از کلمات سریانی به عنوان واژه‌های قرضی به کار رفته‌ است.